# Gints Gabrāns
Gints Gabrāns (Valmiera, 23 de maig de 1978) és un artista d'art contemporani letó. Treballa majoritàriament en l'elaboració d'instal·lacions i nous mitjans d'art. L'any 2004 guanyà el Premi Hansabank d'art i l'any 2007 representà Letònia a la Biennal de Venècia amb el projecte Paramirrors.